# 4440 Tchantchès
4440 Tchantchès è un asteroide della fascia principale. Scoperto nel 1984, presenta un'orbita caratterizzata da un semiasse maggiore pari a 1,9213613 UA e da un'eccentricità di 0,0770119, inclinata di 21,35198° rispetto all'eclittica.